# Juxtlahuaca
Juxtlahuaca (výslovnost IPA [xuʃtɬaˈwaka]) je travertinová jeskyně v Mexiku. Nachází se nedaleko Colotlipy ve státě Guerrero v nadmořské výšce 875 metrů. Vznikla v období křídy a nacházejí se v ní četné krápníky a aragonitové krystaly. Je součástí chráněného území Parque natural de las Grutas de Juxtlahuaca. Byl zde objeven endemický druh členovce Juxtlacampa juxtlahuacensis z rodu štětinatek.
Celková délka chodeb se odhaduje na pět kilometrů. Jeskyně je přístupná pouze organizovaným výpravám s průvodcem.

## Nález jeskynního umění
Jeskyně je stejné jako nedaleký Oxtotitlán známá díky nástěnným malbám z předklasického období mezoamerické civilizace. Za jejich tvůrce jsou považováni Olmékové, i když Juxtlahuaca leží 200 km západně od jádrové oblasti olméckého osídlení. Malby se nacházejí asi 1300 metrů od vchodu do jeskyně a poprvé byly prozkoumány v šedesátých letech dvacátého století. Největší z nich, zvaná Obraz 1, měří přes dva metry a znázorňuje muže v červenožlutě pruhované tunice, přes kterou má přehozen černý plášť. Na hlavě má ozdobnou čelenku z peří a jeho kůže je poseta skvrnami připomínajícími srst jaguára. V ruce drží trojzubec namířený na menší postavu krčící se u jeho nohou. Historikové tento výjev interpretují jako zobrazení vládce provádějícího lidskou oběť. Americký archeolog Michael D. Coe odhadl stáří malby na tři tisíce let a označil ji za nejstarší známý portrét na americkém kontinentu.
Byly zde objeveny i další malby znázorňující opeřeného hada a jaguára. V jeskyni Juxtlahuaca se také nachází Sál mrtvých s desítkami koster. V jeho podlaze byl vykopán umělý kanál nejasného účelu.

## Galerie

Mapa center olmécké kultury
Rekonstrukce Obrazu 1
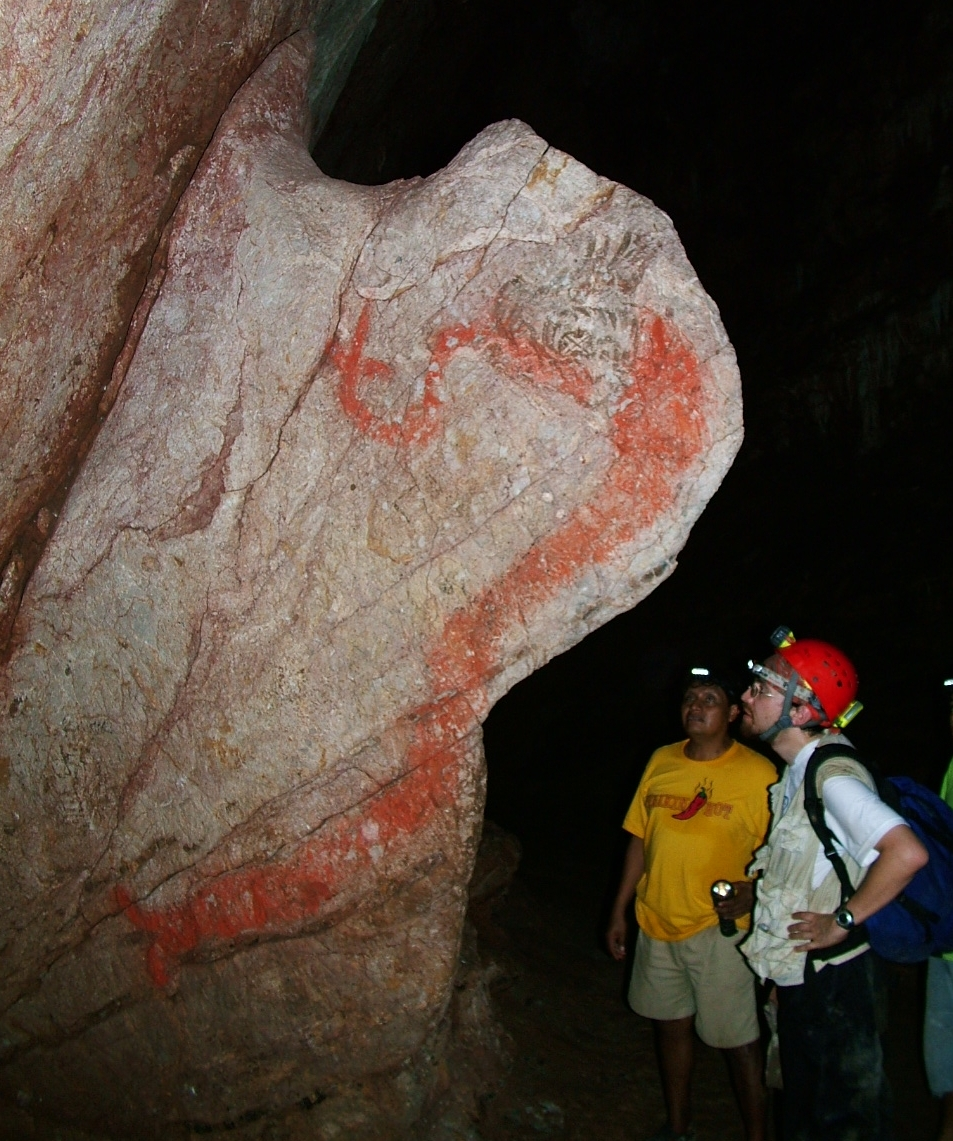
Speleologové zkoumají okřídleného hada